# Eulophinusia circumjecta
Eulophinusia circumjecta är en stekelart som först beskrevs av Girault 1913.  Eulophinusia circumjecta ingår i släktet Eulophinusia och familjen finglanssteklar. Inga underarter finns listade i Catalogue of Life.